# 大岩弘法院磨崖仏
大岩弘法院磨崖仏（おおいわこうぼういんまがいぶつ）は、福岡県田川郡香春町の大岩弘法院にある磨崖仏。香春町指定文化財第七号（史跡）。

## 概要
金剛界を表す巨岩に刻まれた摩崖仏で、岩の下には仏の胎内（胎蔵界）を表す長さ20.5mの洞窟がある。制作年代は不明だが、鎌倉期よりは浅く、江戸時代以降のものとされる。
巨岩には、金剛薩埵を中央に、右に虚空蔵菩薩、左に天忍骨尊（仮）を配した三尊と、釈迦如来の種子「भः」（バク）、不動明王の種子「हां」（カーン）の2つの梵字が刻まれている。